# Edvin Larsson
Gustav Edvin Larsson, född 24 januari 1925 i Renbergsvattnet i Burträsk i Västerbotten, död 4 april 2009 i Helga Trefaldighets församling i Uppsala, var en svensk teolog, professor i Nya Testamentets exegetik vid Menighetsfakultetet i Oslo.
Larsson påbörjade studier vid Fjellstedtska skolan i Uppsala 1944 och avlade studentexamen 1948. Därefter fortsatte han vid Uppsala universitet där han läste Nya Testamentet under bland andra Harald Riesenfeld och Gamla testamentet under Ivan Engnell. Larsson disputerade 1962 och blev samtidigt docent. Han fick tjänst som Visiting Professor vid Chicago University 1964 och professor i Nya Testamentets exegetik vid Menighetsfakulteten i Oslo där han stannade fram till emeriteringen 1992. Därefter återvände Larsson till Uppsala där han avled 2009. Han var ledamot av Nathan Söderblom-Sällskapet. Edvin Larsson är begravd på Stora Tuna kyrkogård.